# 中州
中州（中洲、なかす）とは、川の中において、上流から供給された土砂などが堆積し、陸地となっている地形のことである。川中島（かわなかじま）とも言う。

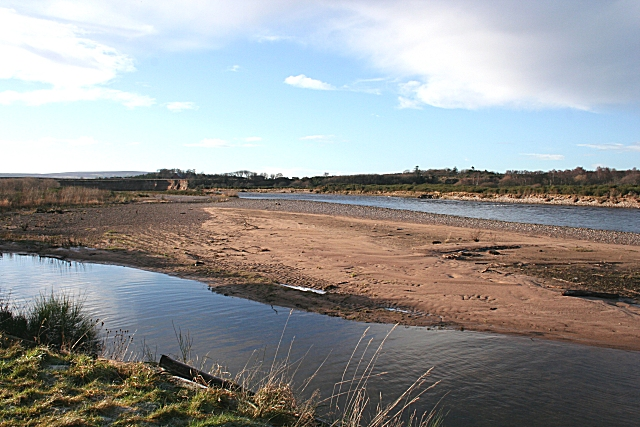
スコットランド・スペイ川の中州

## 概要
中州の周囲は、川によって、他の河岸とは切り離され、島状となっている。大きさは様々であり、世界的に見れば、数kmの大きさのものも珍しくない。また、流路の変更により中州ではなく、河岸の一部となることも多くある。
砂礫で構成されていることが多いため、その形状は増水のたびごとに変化し、消失する場合もある。形成されて間もないものは植生が無いが、形成されて時間がたったものはアシや灌木が繁茂している場合もある。

## 形成
上流から十分な量の土砂・砂礫が供給され、また一時的にでもそれが堆積できる環境において形成される。河川の上流部などにおいては、それらの条件が整わないため、形成されづらく、下流部において形成されやすい。特に、砂礫の堆積しやすい下流部の中州は、長期に渡って安定して存在する場合が多い。

## 人間活動との関連
小さな中州は、川遊びの場として用いられることもある（北朝鮮・平壌の大同江に浮かぶ綾羅島など）が、川が氾濫した際には危険な場所なので注意が必要である。
中州のある部分は川幅が狭くなり、橋を架けやすく交通の要所となる。
広く安定した中州上には市街地が形成されることがある。その代表例として福岡市博多区中洲や大阪市北区中之島、韓国・ソウルの汝矣島、フランス・パリのシテ島、アメリカ・ニューヨークのマンハッタン島などがある。
一方で自然的国境としての河川における中州は、中央政府の統治権・管理がおよびづらい側面を有し、国境紛争あるいは係争の舞台となる。例えば中露国境の珍宝島（ダマンスキー島）である。またその帰属に関して共同統治という特殊な形をとる仏西国境のフェザント島という例や、セルビアとクロアチアの国境のゴルニャ・シガ（リベルランド）といった帰属が不明確な無主地になってしまう場合さえもある。

## 中州を生息の場とする鳥類
- サギ
- コアジサシ
- イカルチドリ
- カモ